# Alexandra (nombre)
Alexandra (en griego: Ἀλεξάνδρα) y sus variantes son nombres de pila femeninos de origen griego. Es la primera forma atestiguada de sus variantes, entre ellas Alexander (en griego: Ἀλέξανδρος, Aléxandros).
Alexandra y su equivalente masculino, Alexander, son nombres comunes tanto en Grecia como en países donde se hablan lenguas germánicas, romances y eslavas.

## Origen
Etimológicamente, el nombre es un compuesto del verbo griego ἀλέξειν (alexein; significa ‘defender’) y ἀνήρ (anēr; GEN ἀνδρός, andros; significa ‘hombre’). Así, puede traducirse aproximadamente como ‘defensor del hombre’ o ‘protector del hombre’. El nombre de Alexandra era uno de los epítetos dados a la diosa griega Hera y, como tal, suele significar ‘la que viene a salvar a los guerreros’. La forma más antigua del nombre es el griego micénico 𐀀𐀩𐀏𐀭𐀅𐀨 (a-re-ka-sa-da-ra o /aleksandra/), escrito en la escritura silábica lineal B.

## Variantes
- Alejandra (español)
- Alejandrina (diminutivo) (español)
- Aleksandra (Александра) (albanés, búlgaro, estonio, letón, lituano, macedonio, polaco, ruso, serbocroata)
- Alessandra (italiano)
- Alessia (italiano)
- Alex (varios idiomas)
- Alexa (inglés, rumano, español)
- Alexandra (inglés, alemán, neerlandés, francés, sueco, noruego, danés, islandés, griego, portugués, rumano, checo, eslovaco, húngaro, catalán, español, italiano, ruso, ucraniano, griego antiguo, mitología griega)
- Alexis (inglés)
- Alexandra, Sandra, Sandy, Sasha (indonesio)
- Aliaksandra (bielorruso)
- Alikhandra /اليخاندرا (egipcio)
- Alissandra/Alyssandra (siciliano, griego)
- Allie (inglés)
- Ally (inglés)
- Alya (ruso)

- Ālēkjāndrā / আলেকজান্দ্রা (bengalí)

- Αλεξάνδρα (griego)
- Leska (checo)
- Lesya (ucraniano)
- Lexa (inglés)
- Lexie (inglés)
- Lexine (inglés)
- Lexi (inglés)
- Lexy (inglés)
- Ola (polaco)
- Oleksandra (ucraniano)
- Sacha (francés)
- Sanda (rumano)
- Sandie (inglés)
- Sandra (danés, neerlandés, inglés, polaco, estonio, italiano, finés, alemán, islandés, letón, lituano, noruego, portugués, rumano, ruso, español, serbocroata, esloveno, sueco)
- Sandy (inglés)
- Sascha (alemán)
- Sasha (ruso, bielorruso, ucraniano, inglés, español)
- Saskia (eslavo)
- Saundra (inglés, escocés)
- Saša (checo, serbocroata, eslovaco, esloveno)
- Saška (serbio)
- Shura (ruso)
- Sondra (inglés)
- Szandra (húngaro)